# Микельторнис
Ми́кельто́рнис (также Ми́кельба́ка, латыш. Miķeļtornis, лив. Pizā) — ливское село в Латвии. Расположено в Таргальской волости Вентспилсского края.

## Достопримечательности
- Маяк Микельбака
- Лютеранская церковь, построенная в 1883 году.

## Известные уроженцы
- Улдрикис Капбергс, самопровозглашённый «король ливов» Улдрикис I
- Янис Принцис, языковед
- Янис Принцис младший
- Петерис Принцис
- Андрей Шульц, художник.